# Centrophryne spinulosa
Centrophryne spinulosa är en djuphavsmarulk (Lophiiformes, Ceratiodei) som lever i de subtropiska och tropiska delarna av Atlanten, Indiska Oceanen och Stilla Havet mellan 30°N och 25°S. Den har fångats på djup från 600 m till över 2000 m, medan larver har tagits så nära ytan som 35 m. Det är den enda arten i familjen Centrophrynidae, och avviker från övriga djuphavsmarulkar genom att bara ha fyra strålar i bröstfenorna, en främre tagg på suboperculum (ett av de fyra sammanvuxna operkularben som  ingår i gällocket) och en kort skäggtöm på hakan hos båda könen (dock tillbakabildad hos fullvuxna honor). Illiciet (den till "metspö" ombildade första fenstrålen) sitter på nosen. Honan är rödbrun till svart; hanen är mörkbrun. Den största hona som fångats var 247 mm lång, medan den enda fullvuxna hane som fångats mätte 12,8 mm.

## Referenser

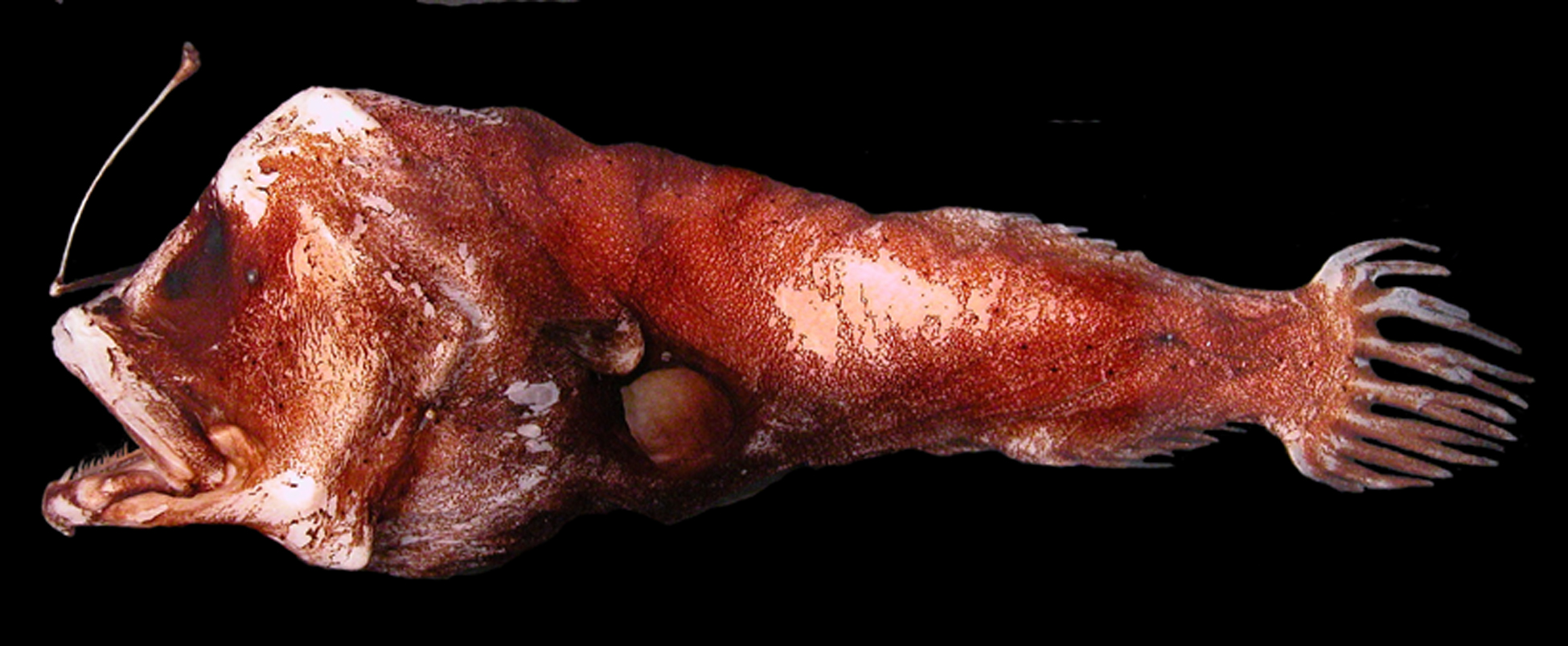
Centrophryne spinulosa